# ستيوردال
ستيوردال (بالنرويجية: Stjørdal) هي بلدية في مقاطعة نور تروندلاغ بالنرويج، أُنشئت في عام 1838. تقع بالقرب من مطار تروندهايم، وتبعد 32 كيلومترا فقط من مدينة تروندهايم. المركز الإداري للبلدية هي مدينة ستيوردال، والتي تسمى أيضا هالسن أو ستيوردالسهالسن.
تضم البلدية قرية هيل التي تقع بمنطقة لونكه في ستيوردال، والتي تشتهر بمحطة قطارها، حيث توجد يافطة قديمة تقول Hell Gods-expedition أي «(محطة) هيل لمناولة البضائع» بالنرويجية فيما يصبح المعنى مضحكاً بالإنجليزية: «الجحيم: بعثة الرّب». وتُعد المحطة مزارا سياحيا بسبب التسمية.

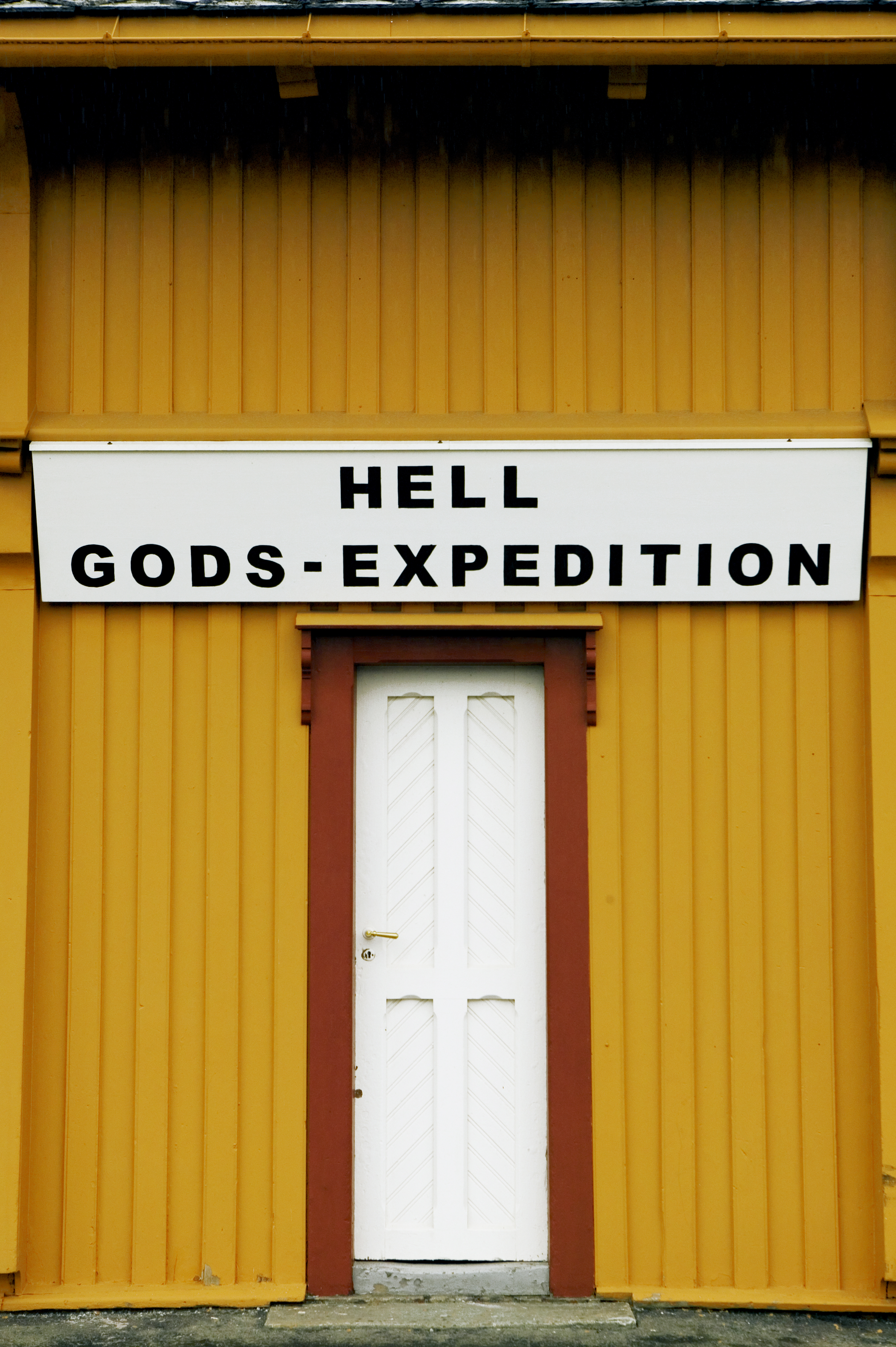
اليافطة الشهيرة

## المناخ
يظهر الجدول التالي التغييرات المناخية على مدار السنة لستيوردال:
| البيانات المناخية لـستيوردال       | البيانات المناخية لـستيوردال | البيانات المناخية لـستيوردال | البيانات المناخية لـستيوردال | البيانات المناخية لـستيوردال | البيانات المناخية لـستيوردال | البيانات المناخية لـستيوردال | البيانات المناخية لـستيوردال | البيانات المناخية لـستيوردال | البيانات المناخية لـستيوردال | البيانات المناخية لـستيوردال | البيانات المناخية لـستيوردال | البيانات المناخية لـستيوردال | البيانات المناخية لـستيوردال |
| الشهر                              | يناير                        | فبراير                       | مارس                         | أبريل                        | مايو                         | يونيو                        | يوليو                        | أغسطس                        | سبتمبر                       | أكتوبر                       | نوفمبر                       | ديسمبر                       | المعدل السنوي                |
| ---------------------------------- | ---------------------------- | ---------------------------- | ---------------------------- | ---------------------------- | ---------------------------- | ---------------------------- | ---------------------------- | ---------------------------- | ---------------------------- | ---------------------------- | ---------------------------- | ---------------------------- | ---------------------------- |
| الدرجة القصوى °م (°ف)              | 13.7 (56.7)                  | 13.8 (56.8)                  | 15.7 (60.3)                  | 23.3 (73.9)                  | 27.9 (82.2)                  | 31.7 (89.1)                  | 33.5 (92.3)                  | 31.3 (88.3)                  | 27.9 (82.2)                  | 22.1 (71.8)                  | 16.1 (61.0)                  | 13.1 (55.6)                  | 33.5 (92.3)                  |
| متوسط درجة الحرارة الكبرى °م (°ف)  | 1.3 (34.3)                   | 1.8 (35.2)                   | 4.4 (39.9)                   | 8.9 (48.0)                   | 13.9 (57.0)                  | 16.7 (62.1)                  | 19.4 (66.9)                  | 18.5 (65.3)                  | 14.5 (58.1)                  | 9.3 (48.7)                   | 4.3 (39.7)                   | 1.8 (35.2)                   | 9.6 (49.2)                   |
| المتوسط اليومي °م (°ف)             | −1.8 (28.8)                  | −1.4 (29.5)                  | 1.1 (34.0)                   | 5.1 (41.2)                   | 9.6 (49.3)                   | 12.8 (55.0)                  | 15.3 (59.5)                  | 14.6 (58.3)                  | 11 (52)                      | 6.3 (43.3)                   | 1.5 (34.7)                   | −1.3 (29.7)                  | 6.1 (42.9)                   |
| متوسط درجة الحرارة الصغرى °م (°ف)  | −5 (23)                      | −4.5 (23.9)                  | −2.3 (27.9)                  | 1.3 (34.3)                   | 5.3 (41.5)                   | 8.8 (47.8)                   | 11.2 (52.2)                  | 10.7 (51.3)                  | 7.4 (45.3)                   | 3.2 (37.8)                   | −1.3 (29.7)                  | −4.4 (24.1)                  | 2.5 (36.6)                   |
| أدنى درجة حرارة °م (°ف)            | −25.6 (−14.1)                | −25.5 (−13.9)                | −23 (−9)                     | −13.9 (7.0)                  | −4.7 (23.5)                  | −0.2 (31.6)                  | 2.3 (36.1)                   | −0.3 (31.5)                  | −4.9 (23.2)                  | −10.8 (12.6)                 | −19 (−2)                     | −23.5 (−10.3)                | −25.6 (−14.1)                |
| الهطول مم (إنش)                    | 74.7 (2.94)                  | 64.7 (2.55)                  | 54.2 (2.13)                  | 44.4 (1.75)                  | 55.3 (2.18)                  | 69.6 (2.74)                  | 87.4 (3.44)                  | 91.8 (3.61)                  | 94.1 (3.70)                  | 83.6 (3.29)                  | 69.4 (2.73)                  | 82 (3.2)                     | 871.2 (34.26)                |
| متوسط أيام هطول الأمطار (≥ 1.0 mm) | 13                           | 12                           | 12                           | 10                           | 11                           | 12                           | 12                           | 13                           | 14                           | 14                           | 12                           | 14                           | 149                          |
| المصدر #1: Meteo climat stats      |                              |                              |                              |                              |                              |                              |                              |                              |                              |                              |                              |                              |                              |
| المصدر #2: eKlima/met.no           |                              |                              |                              |                              |                              |                              |                              |                              |                              |                              |                              |                              |                              |

## أعلام
- تور ريختر
- أوتو فالكنبيرغ
- أريلد هولم
- سيليه ويد